# Apeadero de Loivos
El Apeadero de Loivos es una plataforma ferroviaria desactivada de la Línea del Corgo, que servía a la localidad de Loivos, en el ayuntamiento de Chaves, en Portugal.

## Historia

### Planificación e inauguración
A principios del siglo XX, ya se reconocía la necesidad de hacer pasar la línea junto a la localidad de Loivos, para descender sin inclinaciones acentuadas de Pedras Salgadas hacia el valle de la Ribeira de Oura y de ahí hasta Vidago. El tramo entre estas dos estaciones fue inaugurado el 20 de marzo de 1910.
En 1934, la Compañía Nacional de Ferrocarriles, que estaba explotando la Línea del Corgo, construyó un muelle cubierto en esta estación.

### Cierre
El tramo entre Chaves y Vila Real fue cerrado en 1990.